# Шалфей окаймлённый
Шалфей окаймлённый (лат. Salvia limbata) — многолетнее растение, вид рода Шалфей (Salvia) семейства Яснотковые (Lamiaceae).

## Распространение и экология
Встречается в Иране, Турции, Армении и Азербайджане.
Растёт на сухих каменистых склонах в среднем горном поясе.

## Ботаническое описание
Растение высотой 30—60 см.
Стебель простой, прямой, почти голый..
Листья широкояйцевидные или эллиптические, сердцевидные, тупые, длиной 5—11 см, шириной 3,5—7,5 см, морщинистые, по краю выгрызенно-зубчатые, иногда почти лопастные, зелёные, сверху слабо опушённые или почти голые, снизу густо опушены по жилкам, черешки почти равны длине пластинке; стеблевые мельче, короткочерешковые или сидячие; прицветные — мелкие, широко  яйцевидно-ланцетные, длинно заострённые, сидячие, стеблеобъемлющие, цельнокрайные, сверху почти голые, снизу коротко и прижато опушённые.
Соцветие длинное, метёльчатое, с 5—11 ложными 2—6-цветковыми мутовками; чашечка колокольчатая, с выдающимися рёбрышками, длиной 6—8 мм; венчик белый или розовый.
Орешки эллипсоидальные, длиной 3 мм, светло- и золотисто-бурые.

## Классификация

### Таксономия
Вид Шалфей окаймлённый входит в род Шалфей (Salvia) подсемейства Котовниковые (Nepetoideae) семейства Яснотковые (Lamiaceae) порядка Ясноткоцветные (Lamiales).
|  |                                      |  |                                                             |                                                             |                      |  | ещё 21 семейство (согласно Системе APG II) | ещё 21 семейство (согласно Системе APG II)  |                                             |  |  |  | ещё 110—130 родов | ещё 110—130 родов      |  |  |
|  |                                      |  |                                                             |                                                             |                      |  | ещё 21 семейство (согласно Системе APG II) | ещё 21 семейство (согласно Системе APG II)  |                                             |  |  |  | ещё 110—130 родов | ещё 110—130 родов      |  |  |
|  |                                      |  |                                                             | порядок Ясноткоцветные                                      |                      |  |                                            |                                             | подсемейство Котовниковые                   |  |  |  |                   | вид Шалфей окаймлённый |  |  |
|  |                                      |  |                                                             | порядок Ясноткоцветные                                      |                      |  |                                            |                                             | подсемейство Котовниковые                   |  |  |  |                   | вид Шалфей окаймлённый |  |  |
|  | отдел Цветковые, или Покрытосеменные |  |                                                             |                                                             | семейство Яснотковые |  |                                            |                                             | род Шалфей                                  |  |  |  |                   |                        |  |  |
|  | отдел Цветковые, или Покрытосеменные |  |                                                             |                                                             |                      |  |                                            |                                             |                                             |  |  |  |                   |                        |  |  |
|  |                                      |  | ещё 44 порядка цветковых растений (согласно Системе APG II) | ещё 44 порядка цветковых растений (согласно Системе APG II) |                      |  |                                            | ещё 7 подсемейств (согласно Системе APG II) | ещё 7 подсемейств (согласно Системе APG II) |  |  |  | ещё 700—900 видов |                        |  |  |
|  |                                      |  |                                                             | ещё 44 порядка цветковых растений (согласно Системе APG II) |                      |  |                                            |                                             | ещё 7 подсемейств (согласно Системе APG II) |  |  |  |                   |                        |  |  |